# Mélisse de Marcianopolis
 (juillet 2025).
Pour les articles homonymes, voir Mélisse (prénom).
Mélisse de Marcianopolis, Mélitine de Marcianopolis ou Sainte Mélisse née vers 126 et morte en 157, est une sainte chrétienne, vierge et martyre légendaire des traditions chrétiennes du IIe siècle. Selon la légende, elle était une missionnaire originaire de la péninsule italienne qui aurait vécu à Marcianopolis avec pour mission d’évangéliser d’autres peuples, à une époque où la Thrace, région où se situait la ville, était gouvernée par le préfet Antiochus. Elle fut martyrisée par ce dernier durant la persécution ordonnée par l’empereur Antonin le Pieux. Sa fête liturgique est célébrée le 16 septembre.

## Histoire
« Certains auteurs ecclésiastiques modernes soutiennent qu’elle pourrait être un personnage fictif, issu d’une œuvre de fiction et confondu avec l’histoire. »
Mélissa était une chrétienne fervente qui vivait à Marcianopolis, envoyée comme missionnaire depuis des terres lointaines pour évangéliser la région de Thrace sous le règne de l’empereur Antonin le Pieux (138–161). À cette époque, le gouverneur de la province était Antiochus, un persécuteur notoire des chrétiens. Informé de la foi inébranlable de Mélissa et de son activité missionnaire — dont la prédication fervente convertissait de nombreux païens au christianisme — Antiochus ordonna son arrestation immédiate, la considérant comme une menace pour l’ordre religieux et politique imposé par le culte des dieux romains.
Dotée par le Seigneur du don des miracles, Sainte Mélissa détruisit, par ses prières, les idoles des dieux païens Apollon et Héraclès, suscitant un scandale parmi les Gentils et exacerbant la colère du gouverneur. Face au refus obstiné de Mélissa d’adorer les dieux païens, Antiochus ordonna qu’elle soit confiée à son épouse ainsi qu’à un groupe de femmes influentes, dans l’intention de la persuader, par la flatterie, le réconfort et la persuasion émotionnelle, de renoncer à sa foi..

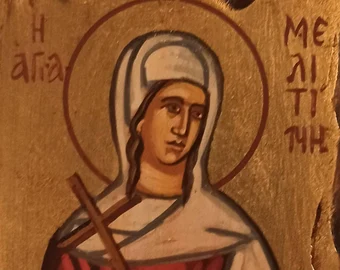
Icône byzantine de Sainte Mélisse, datant du XIXe siècle, dans l'église Sainte-Mélitine, à Lemnos.

Cependant, la tentative échoua. Sainte Mélissa résista non seulement à toutes les formes de manipulation, mais convertit également l’épouse d’Antiochus au christianisme, ainsi que plusieurs autres femmes issues du milieu païen. Celle qui avait été chargée de détourner Mélissa vers l’idolâtrie fut elle-même transformée par la vérité de l’Évangile, devenant disciple du Jésus-Christ. Les deux femmes commencèrent à œuvrer secrètement en faveur de la foi chrétienne, évangélisant et convertissant d’autres païens, tout cela sous la menace constante de persécutions.

Image dévotionnelle non officielle de Sainte Mélissa avec ses attributs agenouillée en dévotion devant le trône sur lequel sont assis la Vierge Marie et l'Enfant Jésus.

## Martyre
Lorsqu’Antiochus découvrit que sa femme s’était convertie au christianisme, il entra dans une colère noire. Considérant cet épisode comme un affront à son autorité et une menace directe à l’ordre impérial, il ordonna leur exécution immédiate. Ainsi, Sainte Mélissa et l’épouse du gouverneur furent décapitées, scellant par le martyre le témoignage de leur foi. Mélissa, avec un courage inébranlable, marcha vers la mort comme on marche vers la gloire, recevant la couronne éternelle réservée aux saints martyrs

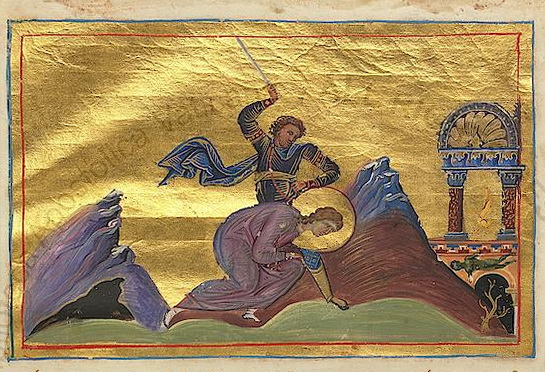
Martyre de sainte Mélissa, dans le Ménologe de Basile II, Xe siècle.

Quelque temps plus tard, un chrétien macédonien nommé Acace, de passage à Marcianopolis en route vers sa patrie, apprit que les reliques sacrées de sainte Mélissa demeuraient inhumées. Poussé par la piété et le zèle, il s’adressa au gouverneur et sollicita la permission d’emporter le corps de la sainte, dans l’intention de l’enterrer dignement dans sa région. Antiochus, ignorant ses véritables intentions, lui accorda cette autorisation.
Acace déposa soigneusement les restes de sainte Mélissa dans une malle et prit immédiatement la mer. Cependant, au cours du voyage, il tomba gravement malade et mourut. Le navire sur lequel il voyageait accosta à un promontoire de lîle de Lemnos. Là, ses compagnons de voyage, respectant la volonté du défunt, enterrèrent les reliques de la sainte martyre. Acace lui-même, qui avait manifesté tant d’amour et de respect pour les martyrs du Christ, fut inhumé à côté du tombeau de sainte Mélissa.
Ainsi, la mémoire des saints martyrs Mélissa et Acace perdure dans la tradition chrétienne comme un exemple de fidélité, de zèle apostolique et de dévouement indéfectible. Leur histoire illustre non seulement le triomphe de la foi face à la persécution, mais aussi la puissance de la vérité évangélique capable de transformer les cœurs, même au sein des structures de pouvoir païennes de l’Empire romain.